# Babbie
Babbie és una població dels Estats Units a l'estat d'Alabama. Segons el cens del 2007 tenia 630 habitants.

## Demografia
Segons el cens del 2000, Babbie tenia 627 habitants, 258 habitatges, i 192 famílies. La densitat de població era de 21 habitants/km².
Dels 258 habitatges en un 29,1% hi vivien nens de menys de 18 anys, en un 64% hi vivien parelles casades, en un 8,9% dones solteres, i en un 25,2% no eren unitats familiars. En el 23,6% dels habitatges hi vivien persones soles el 7,8% de les quals corresponia a persones de 65 anys o més que vivien soles. El nombre mitjà de persones vivint en cada habitatge era de 2,43 i el nombre mitjà de persones que vivien en cada família era de 2,87.
Per edats la població es repartia de la següent manera: un 22,3% tenia menys de 18 anys, un 7,8% entre 18 i 24, un 30,1% entre 25 i 44, un 25,5% de 45 a 60 i un 14,2% 65 anys o més.
L'edat mediana era de 39 anys. Per cada 100 dones hi havia 101,6 homes. Per cada 100 dones de 18 o més anys hi havia 94,8 homes.
La renda mediana per habitatge era de 26.328 $ i la renda mediana per família de 31.875 $. Els homes tenien una renda mediana de 27.054 $ mentre que les dones 17.000 $. La renda per capita de la població era de 13.628 $. Aproximadament el 16,6% de les famílies i el 14,8% de la població estaven per davall del llindar de pobresa.

## Poblacions més properes
El següent diagrama mostra les poblacions més properes.